# Eugen Lenghel
Eugen Ștefan Lenghel (10 ianuarie 1966, București) este scriitor, editor și specialist ITC român.

## Biografie
Eugen Lenghel s-a născut în 1966 în București, unde a urmat cursurile CNSS - "Nicolae Bălcescu" și ale Facultății de Cibernetică - ASE. Din anul 1986 a frecventat cenaclul studențesc "Solaris", al cărui președinte va deveni în perioada 1988-1989. Activează în domeniul tehnologiei informației și comunicațiilor începând cu 1985.
Primul text publicat a fost povestirea "Cutia roșie", apărută în 1989 în Almanahul Anticipația 1990. În anii care au urmat, a publicat câteva povestiri, două dintre ele fiind incluse în numărul 6 al colecției "Clubul SF" (1990). În anul 1993, Eugen Lenghel a întrerupt activitatea de creație literară, pe care avea să o reia abia în anul 2010.
Începând din 2010 a participat la ședințele cenaclului ProspectArt și a devenit membru al Societății Române de Science Fiction și Fantasy (SRSFF), fiind ales în Consiliul Director.  De la înființarea oficială, în 2011, a condus redacția Revistei SRSFF. A schimbat această poziție în 2012 pentru a a o prelua pe cea de redactor-șef la altă publicație online, Gazeta SF. Un an mai târziu a înființat propria revistă online, Ficțiuni.ro.
În anul 2014 a publicat primul său volum, 9 Istorii reutilizate, reunind povestiri publicate în decursul a 25 de ani. Acesta a fost urmat de alte patru volume, ultimul fiind apărut în 2017, în București.
A inițiat și organizează începând cu 2013, în fiecare vară, Festivalul Science Fiction de la Râșnov, loc de reuniune al principalilor actori ai literaturii Science Fiction din România.

## Opera

### Volume de povestiri
- 9 Istorii reutilizate (Editura Tritonic, 2014)
- Numărătoare inversă (Editura Tritonic, 2014)
- Fermierul virtual Arhivat în 21 octombrie 2017, la Wayback Machine. (Editura Tracus Arte, 2015)
- Instabilitate cuantică (Editura Tritonic, 2015)
- Proximul cuantic Arhivat în 1 decembrie 2017, la Wayback Machine. (Editura Eikon, 2017)

## Alte opere
- Insula de ceară (Editura Labirint, 1990) - volumul nr. 6 al colecției "Clubul SF", cuprinde povestirile:
  - "Insula de ceară"
  - "Primii pași, întâiul dans…"

### Colaborări
- Almanahul Anticipația 1990 (1989) al revistei "Știința și tehnică"
  - "Cutia roșie"
- Ferestrele timpului (Editura Tracus Arte, 2013), antologie de proză scurtă realizată de Ștefan Ghidoveanu
  - "Moș Timp"
- Cerul de jos (Editura Eagle, 2013), antologie de poeme realizată de Mihail Grămescu